# Rupert z Bingen
Święty Robert z Bingen właśc. Rupert von Bingen (ur. 712 w Bingen, zm. 732 tamże) – niemiecki książę, święty kościoła katolickiego.

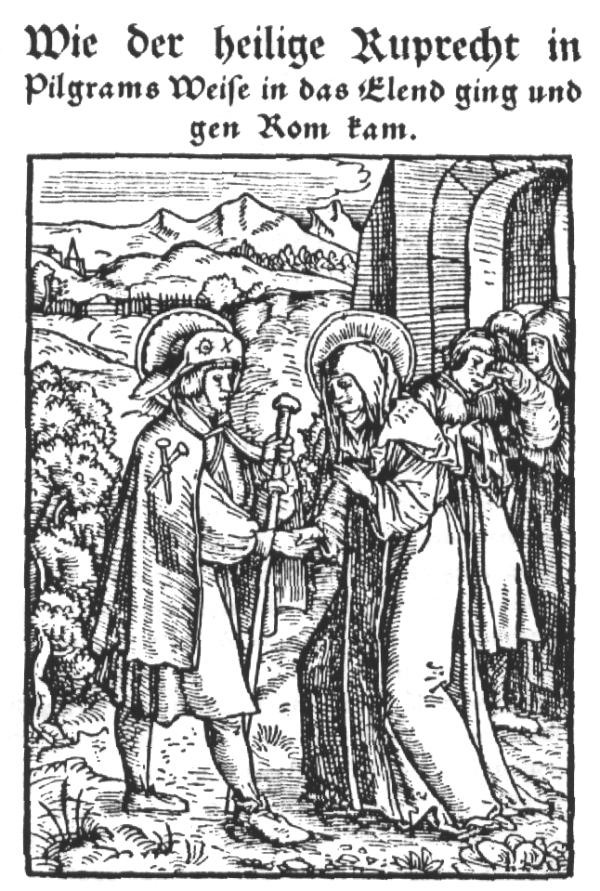
Rupert i jego matka Berta

## Żywot
Rupert urodził się w 712 w Bingen. Był synem Berty, córki Pepina II i pogańskiego księcia Robolda. Za życia ojca był poganinem, lecz po jego śmierci został wychowany w wierze chrześcijańskiej przez swą matkę i kapłana Wigberta. Mając 15 lat wyruszył w pielgrzymkę do Rzymu. Po powrocie odziedziczony majątek przeznaczał na fundację kościołów, oraz na budowę hospicjum dla biednych i potrzebujących pomocy. Żył z matką na wzgórzu nad rzeką Nahe, koło Bingen. Inne źródła podają, że był pustelnikiem.
W 732 zapadł nagle na wysoką gorączkę, po czym zmarł. Został pochowany w założonym przez siebie kościele koło Bingen.

## Kult
Święta Hildegarda z Bingen, żyjąca w latach 1098-1179, podtrzymywała kult Ruperta. Skompilowała Vita Sancti Ruperti (Żywot Świętego Ruperta). W miejscu, gdzie odbył się pogrzeb Ruperta, założyła klasztor o nazwie Rupertsberg. Jest patronem pielgrzymów. Jego wspomnienie przypada na 15 maja.

## Relikwie
Podczas wojny trzydziestoletniej szczątki Ruperta były przeniesione do Eibingen, a jego ramię jest nadal tam wystawione w specjalnym relikwiarzu.

## Ikonografia
W ikonografii przedstawiany jest w książęcym stroju, w zbroi rycerskiej, jako pielgrzym, z berłem w kształcie lilii, koroną, tarczą, włócznią.